# Самсонов, Илья Алексеевич
Илья Алексеевич Самсонов (род. 22 февраля 1997, Магнитогорск, Челябинская область) — российский хоккеист, вратарь клуба НХЛ «Вегас Голден Найтс». Обладатель Кубка Гагарина (2016).

## Игровая карьера

### Клубная

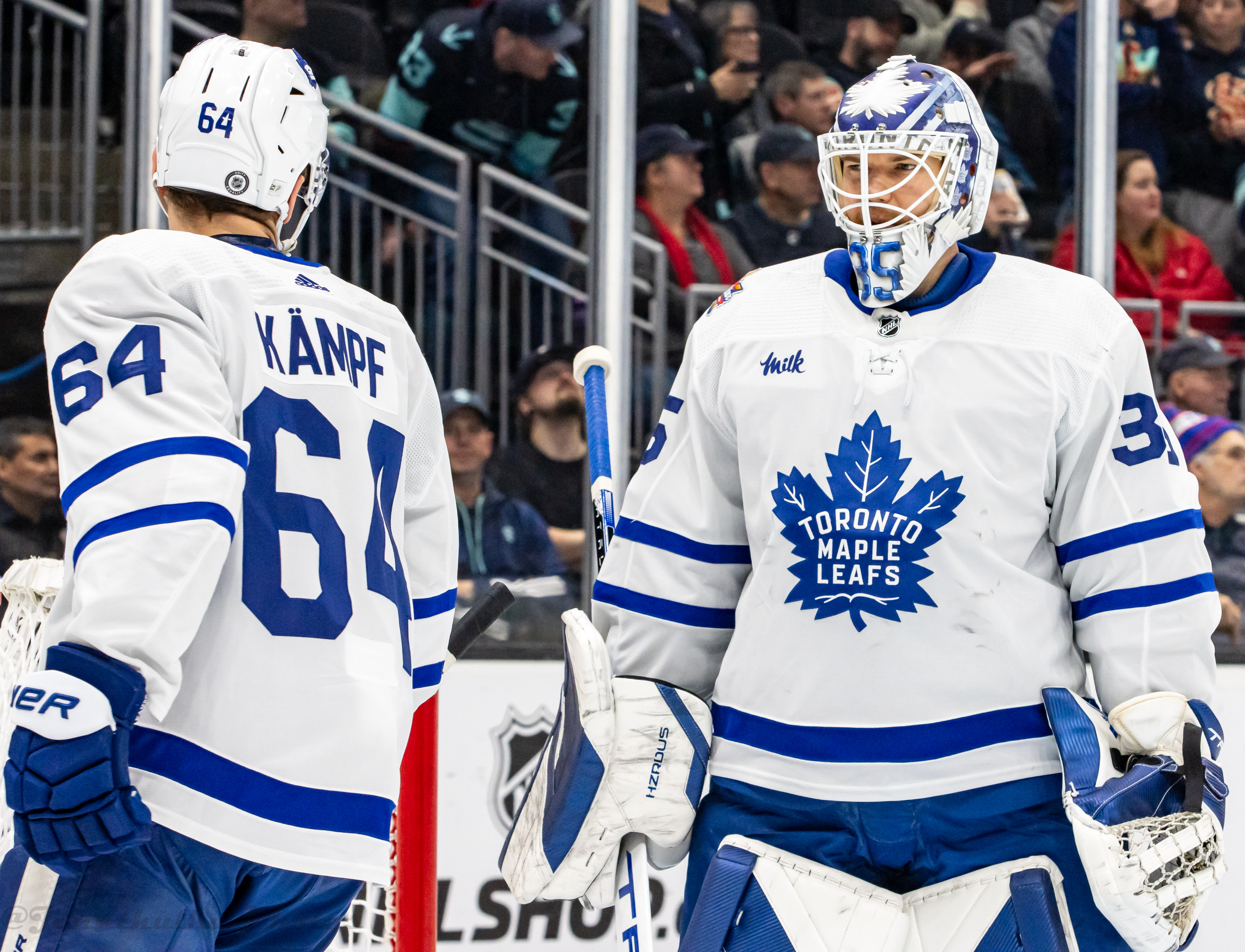
Самсонов (справа) в составе «Торонто» в 2024 году

Илья Самсонов — воспитанник хоккейного клуба «Металлург» Магнитогорск. Дебютировал в КХЛ в сезоне 2014/15 11 декабря 2014 года в игре против новосибирской «Сибири». На драфте НХЛ 2015 года был выбран хоккейным клубом «Вашингтон Кэпиталз», но уезжать в НХЛ отказался. Обладатель Кубка Гагарина сезона 2015/16 в составе магнитогорского «Металлурга».
В мае 2018 года подписал 3-летний контракт новичка с «Вашингтоном». Весь сезон 2018/19 провёл в «Херши Беарс», фарм-клубе «Кэпиталз». В НХЛ дебютировал 4 октября 2019 года в матче против «Нью-Йорк Айлендерс», в котором отразил 25 бросков, пропустил 1 шайбу и был признан 3-й звездой матча. 13 января в матче против «Каролины Харрикейнз» одержал свою первую «сухую» победу в НХЛ.
В 2022 году «Вашингтон» решил не делать квалификационное предложение россиянину, и Илья Самсонов перешел в «Торонто». После 4 сезонов «Вашингтоне» российский голкипер подписал контракт на 1 год с «Торонто Мейпл Лифс». В составе столичной команды 25-летний вратарь провёл 89 матчей в регулярных чемпионатах, одержал 52 победы, шесть раз сохранил свои ворота в неприкосновенности. В сезоне-2021/22 он принял участие в 44 играх регулярного чемпионата НХЛ, в которых 23 раза победил при проценте отражённых бросков 89,6 %.
1 апреля 2024 года одержал свою 100-ю победу в НХЛ. Самсонов стал 10-м российским вратарём, достигшим этой отметки.
В июле 2024 года Самсонов перешел в «Вегас Голден Найтс». Стороны заключили однолетний контракт, зарплата хоккеиста составила 1,8 млн долларов.

### В сборной
Дважды принимал участие в молодёжных чемпионатах мира в 2016 и 2017 годах, где в составе сборной России становился серебряным и бронзовым призёром. В феврале 2017 года был вызван в национальную сборную России для участия в шведском этапе Еврохоккейтура. В ноябре 2017 года был вызван в олимпийскую сборную России для участия в Кубке Германии в котором россияне уверенно одержали три победы из трёх и стали победителями турнира..